# 佐佐木幸綱
佐佐木 幸綱（ささき ゆきつな、1938年10月8日 - ）は、日本の歌人・国文学者。早稲田大学名誉教授。日本芸術院会員。『心の花』主宰・編集長。現代歌人協会前理事長。
曽祖父の佐々木弘綱、祖父で文化勲章受章者の佐佐木信綱、父の佐佐木治綱、母の佐佐木由幾、長男の佐佐木頼綱、次男の佐佐木定綱も歌人である。本名は佐々木幸綱で、祖父、父に倣って「佐佐木」を称する。
祖父信綱が主宰した「竹柏会」とその機関誌「心の花」を継承。骨格の太い男性的な歌風を特色とする。俵万智の師。歌集に『群黎』(1970年)、『反歌』(1989年)、『金色の獅子』(1989年)、『天馬』(2001年)、『ほろほろとろとろ』(2014年)など。他にも多々有名作品があります。

## 人物
東京都千代田区出身。出産の際とりあげたのは俳人で産婦人科医の水原秋桜子。1958年、20歳の誕生日に父を喪い短歌を始める。1959年、早稲田大学第一文学部国文学科入学と同時に早稲田大学短歌会に入部、小野茂樹や寺山修司らを知る。早稲田大学大学院在学中の1963年、現代短歌シンポジウム提出作品「俺の子供が欲しいなんていってたくせに！馬鹿野郎！」（『群黎』所収）で注目を浴び、新進歌人の一人に数えられるようになる。河出書房新社に入社し『文藝』編集長を務め三島由紀夫等を担当した。同社を退職後、『早稲田文学』編集委員、跡見学園女子大学専任講師を経て、1984年より早稲田大学政治経済学部助教授、1987年より教授。2009年、早大教授を定年退任。
青年時代はラグビーやボクシングに熱中し、ダイナミックな肉体感覚を詠んだ勇猛な作風は「男歌」と称される。朝日新聞、東京新聞、北日本新聞の歌壇選者。門下には俵万智、大口玲子、横山未来子、大野道夫、谷岡亜紀、奥田亡羊、本田一弘、田中拓也、小川真理子、藤島秀憲、佐藤モニカなど。

## 年譜
- 1938年、東京都神田にて、佐佐木治綱・由幾の長男として誕生。
- 1951年、成蹊小学校卒業。
- 1954年、成蹊中学校卒業。
- 1957年、成蹊高等学校卒業。
- 1958年、成蹊大学政治経済学部中退。
- 1959年、早稲田大学第一文学部入学。
- 1963年、早稲田大学第一文学部国文学科卒業。
- 1966年、早稲田大学大学院文学研究科修士課程修了。河出書房新社入社。
- 1969年、『文藝』編集長を最後に河出書房新社を退社。
- 1971年、歌集『群黎』にて第15回現代歌人協会賞受賞。
- 1974年、『心の花』編集長に就任。[2]
- 1984年、早稲田大学政治経済学部助教授に就任。
- 1987年、同教授に就任。
- 1990年、歌集『金色の獅子』で第5回詩歌文学館賞受賞。
- 1994年、歌集『瀧の時間』で第28回迢空賞受賞。
- 1998年、歌集『旅人』で第2回若山牧水賞受賞。
- 1999年、歌集『呑牛』で第10回斎藤茂吉短歌文学賞受賞。「日本ほろよい学会」発足時にその副会長（のちに会長）に就任[3]。
- 2000年、歌集『アニマ』『逆旅』で第50回芸術選奨文部大臣賞受賞。
- 2002年、紫綬褒章受章[4]。
- 2004年、歌集『はじめての雪』で第4回山本健吉文学賞および第27回現代短歌大賞受賞。
- 2008年、祖父と同じく日本芸術院会員となる[5]。
- 2009年、早大教授を定年退任。
- 2012年、歌集『ムーンウォーク』で第63回読売文学賞受賞[6]。古今伝授の里フィールドミュージアム名誉館長就任[7]。
- 2022年、旭日中綬章受章[8][9]。

## 著書

### 歌集
- 群黎 1-2 （青土社、1970年）
- 直立せよ一行の詩 （青土社、1972年）
- 夏の鏡 （青土社、1976年）
- 佐佐木幸綱歌集 （国文社〈現代歌人文庫〉、1977年）
- 火を運ぶ （1979年）
- 反歌 （短歌新聞社〈昭和歌人集成〉、1989年）
- 金色の獅子 （雁書館、1989年）
- 瀧の時間 （ながらみ書房、1993年）
- 佐佐木幸綱作品集 （本阿弥書店、1996年）
- 旅人 （ながらみ書房、1997年）
- 呑牛 （本阿弥書店、1998年） ISBN 978-4893733009
- 佐佐木幸綱の世界 （全16巻、河出書房新社、1998年 - 1999年）
- 逆旅 （『佐佐木幸綱の世界 第15巻』所収、1999年）
- アニマ （同9巻、1999年）
- 天馬 （梧葉出版、2001年）
- はじめての雪 （短歌研究社、2003年）
- 佐佐木信綱全歌集 （ながらみ書房、2004年）
- 百年の船 （角川書店、2005年） ISBN 978-4046217042
- ムーンウォーク （ながらみ書房、2011年） ISBN 978-4860237455
- ほろほろとろとろ （砂子屋書房、2014年）ISBN 978-4790415404
- 春のテオドール （ながらみ書房、2021年）

### 評論
- 萬葉へ （青土社、1975年）
- 極北の声 佐佐木幸綱評論集 （角川書店、1976年）
- 中世の歌人たち （日本放送出版協会〈NHKブックス〉、1976年）
- 小倉百人一首 （1977年）
- 詩の此岸 （1978年）
- 底より歌え 近代歌人論 （小沢書店、1979年）
- 手紙歳時記 （ティビーエス・ブリタニカ、1980年）
- 佐佐木信綱 （桜楓社〈短歌シリーズ・人と作品〉、1982年）
- 万葉集東歌 （東京新聞出版局、1982年）
- 柿本人麻呂ノート （青土社、1982年）
- 作歌の現場 現代短歌入門 角川書店、1982年）
- 東歌（日本詩人選） （筑摩書房、1984年）
- 鑑賞現代短歌 （雁書館、1984年）
- 大伴家持 「万葉集」の生みの親 （さ・え・ら書房、1984年）
- 旅の詩詩の旅 （時事通信社、1988年）
- 短歌に親しむ NHK短歌入 （日本放送出版協会、1988年） ISBN 978-4140160572
- 短歌をつくろう （谷岡亜紀共著、さ・え・ら書房、1989年）
- うた歳彩 （小学館、1991年） ISBN 978-4022570482
- 詩歌句ノート （朝日新聞社、1997年） ISBN 978-4022570482
- 短歌名言辞典 （編著、東京書籍、1997年）
- 万葉集を読む （岩波セミナーブックス、1998年） ISBN 978-4000042420
- 〈われ〉の発見 （鶴見和子対話、藤原書店、2002年） ISBN 978-4894343160
- 男うた女うた 男性歌人篇 （中公新書、2003年） ISBN 978-4121017154
- 万葉集の〈われ〉 （角川学芸出版、2007年） ISBN 978-4047034082